# Georg Thieler
Georg Thieler (* 31. Dezember 1854 in Osnabrück; † 10. Februar 1945 in Bad Sooden) war Jurist und Bürgermeister von Jena (1885–1889).

## Leben und Wirken
Georg Thieler wurde als Sohn eines Bauinspektors geboren und studierte nach seinem Abitur auf dem Gymnasium in Osnabrück Rechtswissenschaften an der Georg-August-Universität Göttingen. Dort trat er 1874 in die Studentenverbindung Holzminda ein. Im Sommer 1878 beendete er sein Studium mit einer Promotion.
1885 wurde er als Nachfolger von Georg von Eucken-Addenhausen Bürgermeister in Jena. Dieses Amt bekleidete er bis zum 31. August 1889. Danach zog er nach Koberwitz. Um 1902 wurde er Direktor der Herkules-Brauerei in Kassel, 1909 Geschäftsführer der Hergenrather Tonwerk GmbH in Hergenrath, danach Fabrikant in Aachen und um 1923 bis 1926 Mitglied des Reichsausgleichsamtes in Düsseldorf. Er starb 1945 in Bad Sooden.
Er war Mitglied im Verein für Thüringische Geschichte und Altertumskunde.

## Veröffentlichungen
- Bericht über öffentliche Armenpflege und Wohltätigkeit in der Großherzoglichen Residenz- und Universitäts-Stadt Jena für das Jahr 1885 und 1886. Jena 1887.
- Bericht über die Verwaltung und die Betriebs-Ergebnisse der Brauerei der Stadt Jena i.J. 1887/88. Jena 1888.